# بيتر راندولف
بيتر راندولف (بالإنجليزية: Peter Randolph)‏ هو محامي وقاضي أمريكي، ولد في 1779، وتوفي في 30 يناير 1832.